# Juvigny-le-Tertre
Juvigny-le-Tertre je francouzská obec v departementu Manche v regionu Normandie. V roce 2010 zde žilo 610 obyvatel.

## Vývoj počtu obyvatel
Počet obyvatel